# Héctor Figueroa
Héctor Figueroa Cabrera (Las Palmas de Gran Canaria, Canarias, España, 30 de octubre de 1988), más conocido como Héctor Figueroa, es un futbolista español que juega como delantero. Actualmente está sin equipo.

## Trayectoria
Héctor  se formó en el U. D. Las Torres, donde alcanza la división regional. En 2009 se incorpora al U. D. Villa de Santa Brígida, que militaba en el grupo XII de la tercera división, permaneciendo tres temporadas y media en dicho club.
En la temporada 2011/12 pasó al Estrella C. F. en la misma categoría. A mitad de temporada ficha por el filial de la U. D. Las Palmas, también en tercera. Marcó 18 goles entre los dos clubes y consiguió el ascenso a la Segunda División B de España.
La temporada 2013-14 comienza en Las Palmas Atlético, marcando 14 goles que contribuyeron a que el club alcanzara el liderato del grupo II de la segunda división B. El 29 de enero de 2014 fue incorporado al primer equipo donde coincidió con su hermano Momo. Sólo tres días más tarde se produjo su debut oficial ante el SD Eibar. Tras un año y medio en el club consigue el ascenso a primera, aunque con escasa participación.
En agosto de 2015 renovó su contrato con la UD Las Palmas hasta 2018, al mismo tiempo que se hacía oficial su cesión por un año a la S. D. Huesca de la liga Adelante. La temporada siguiente vuelve a ser cedido esta vez a la S. D. Ponferradina de la Segunda División B. Al finalizar la temporada rescindió su contrato con la U. D. Las Palmas, para incorporarse al CD Toledo, club de Segunda División B.
A la temporada siguiente dejó el club toledano para incorporarse al Burgos C. F., también en Segunda B. En enero de 2019 rescindió el contrato con el club burgalés, para, días después incorporarse al Lincoln Red de la Primera División de Gibraltar. Con el club gibraltareño obtuvo el título de liga y participó en la previa de la Europa League.
En agosto de 2019 se desvinculó del Lincoln Red, para incorporarse a la U. D. Gran Tarajal, club majorero recién ascendido al grupo XII de la Tercera División de España. Tras dos temporadas en Fuerteventura en julio de 2021 ficha por el Arucas Club de Fútbol de la Tercera División RFEF. Tras dos temporada, en 2023 pasó al Villa de Santa Brígida, igualmente en Tercera Federación. Al finalizar el contrato en 2025 se quedó sin equipo.

## Clubes
| Club                         | País      | Año       |
| ---------------------------- | --------- | --------- |
| U. D. Villa de Santa Brígida | España    | 2009-2012 |
| Estrella C. F.               | España    | 2012      |
| U. D. Las Palmas Atlético    | España    | 2013-2014 |
| U. D. Las Palmas             | España    | 2014-2015 |
| S. D. Huesca                 | España    | 2015-2016 |
| S. D. Ponferradina           | España    | 2016-2017 |
| C. D. Toledo                 | España    | 2017-2018 |
| Burgos C. F.                 | España    | 2018-2019 |
| Lincoln Red                  | Gibraltar | 2019      |
| U. D. Gran Tarajal           | España    | 2019-2021 |
| Arucas C. F.                 | España    | 2021-2023 |
| U. D. Villa de Santa Brígida | España    | 2023-2025 |